# Nguyễn Phúc Miên Bảo (sinh 1835)
Để tránh nhầm lẫn với một hoàng tử con vua Minh Mạng có cùng tên gọi, xem Nguyễn Phúc Miên Bảo (sinh 1820).
Nguyễn Phúc Miên Bảo (về sau đọc trại thành Bửu) (chữ Hán: 阮福綿𡧖; 26 tháng 4 năm 1835 – 13 tháng 7 năm 1854), tước phong Tân An Quận công (新安郡公), là một hoàng tử con vua Minh Mạng nhà Nguyễn trong lịch sử Việt Nam.

## Tiểu sử
Hoàng tử Miên Bảo sinh ngày 29 tháng 3 (âm lịch) năm Ất Mùi (1835), là con trai thứ 68 của vua Minh Mạng, mẹ là Ngũ giai Hòa tần Nguyễn Thị Khuê. Ông là người con thứ sáu của bà Hoà tần. Thuở nhỏ ông tính tình thận trọng, lại thông minh hiếu học nên rất được vua yêu. Khi vua Thiệu Trị lên ngôi lại càng quý người em này.
Năm Minh Mạng thứ 21 (1840), vua cho đúc các con thú bằng vàng để ban thưởng cho các hoàng thân anh em, các hoàng tử công và hoàng tử chưa được phong tước. Hoàng tử Miên Bảo được ban cho một con dê đuôi to bằng vàng nặng 4 lạng 3 đồng cân.
Năm Thiệu Trị thứ 3 (1843), hoàng đệ Miên Bảo được sách phong làm Tân An Quận công (新安郡公) khi mới 9 tuổi.
Năm Tự Đức thứ 7, Giáp Dần (1854), ngày 19 tháng 6 (âm lịch), quận công Miên Bảo mất khi vừa mới 20 tuổi, không con cái, thụy là Tuệ Mục (慧穆). Mộ của ông được táng tại Dương Xuân Hạ (nay là một phần của phường Thủy Xuân, Huế).
Năm Tự Đức thứ 20 (1867), vua cho thờ ông ở đền Triển Thân, sang năm Hàm Nghi thứ nhất (1885) mới đưa bài vị của ông sang thờ ở đền Thân Huân. Phòng của quận công Miên Bảo được ban cho bộ chữ Vi (囗) để đặt tên cho các con cháu.